# هالمهیکاندورا
هالمهیکاندورا (به لاتین: Halmehikandura) منطقه‌ای مسکونی در سری‌لانکا است که در استان مرکزی (سری‌لانکا) واقع شده‌است.